# Rivoluzione culturale

Francobolli della Rivoluzione culturale che raffigurano: l'internazionalismo proletario, cinesi che esultano con Mao (che è raffigurato più alto) e Mao che saluta.

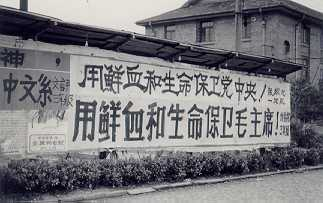
La propaganda politica delle Guardie Rosse: "Difendi il Comitato Centrale del Partito con sangue e vita! Difendi il presidente Mao con sangue e vita!".

La rivoluzione culturale (文革S), detta anche grande rivoluzione culturale (文化大革命S, wénhuà dà gémìngP), aveva il nome ufficiale di grande rivoluzione culturale proletaria (无产阶级文化大革命S, wúchǎn jiējí wénhuà dà gémìngP) e fu lanciata nella Repubblica Popolare Cinese nel 1966 da Mao Zedong (con l'aiuto del gruppo della rivoluzione culturale), la cui direzione era posta in discussione a causa del fallimento della politica economica da lui ideata e pianificata nel cosiddetto grande balzo in avanti.
La rivoluzione culturale fu il tentativo effettuato da Mao per riprendere il comando effettivo del Partito e dello Stato, dopo un periodo di politiche meno radicali. Fu attuata mobilitando i giovani per estromettere a loro volta i dirigenti, sia nazionali sia locali, che lo avevano emarginato. Furono istituiti comitati rivoluzionari per sostituire le agenzie governative originarie. Lo scontro tra Mao e altri massimi leader era mascherato, dal punto di vista ideologico, con la lotta contro quello che definiva "il riformismo" dei suoi oppositori, tra cui Liu Shaoqi e Deng Xiaoping, al fine di ripristinare l'applicazione ortodossa del pensiero marxista-leninista che egli riteneva coincidesse con il suo pensiero.
Il numero stimato di morti durante la Rivoluzione Culturale varia notevolmente da centinaia di migliaia a 20 milioni. A partire dall'agosto rosso di Pechino, si sono verificati massacri in tutta la Cina continentale, che includevano il massacro del Guangxi (in cui si è verificato anche il cannibalismo umano su larga scala), l'incidente della Mongolia Interna, il caso spionistico di Zhao Jianmin e così via. Allo stesso tempo, le Guardie rosse iniziarono a distruggere i "Quattro vecchi" e i membri delle Cinque categorie nere furono ampiamente perseguitati. Il crollo della diga di Banqiao (e di dozzine di altre dighe), uno dei più grandi disastri tecnologici della storia, è avvenuto anche durante la Rivoluzione Culturale, uccidendo fino a 240.000 persone.
Nel settembre 1976 Mao Zedong morì e in ottobre la Banda dei Quattro fu arrestata, ponendo fine alla Rivoluzione Culturale. Nel 1978 Deng Xiaoping divenne il nuovo Leader supremo della Cina e avviò il programma "Boluan Fanzheng (拨乱反正)" per correggere gli errori della Rivoluzione Culturale; nel dicembre 1978 iniziò una nuova era della Cina con il programma "Riforma e apertura (改革开放)". Nel 1981 il Partito Comunista Cinese dichiarò ufficialmente che la Rivoluzione Culturale era "responsabile della più grave battuta d'arresto e delle più pesanti perdite subite dal Partito, dal Paese e dal popolo dalla fondazione della Repubblica Popolare Cinese".

## Prima della rivoluzione culturale

### Antefatto

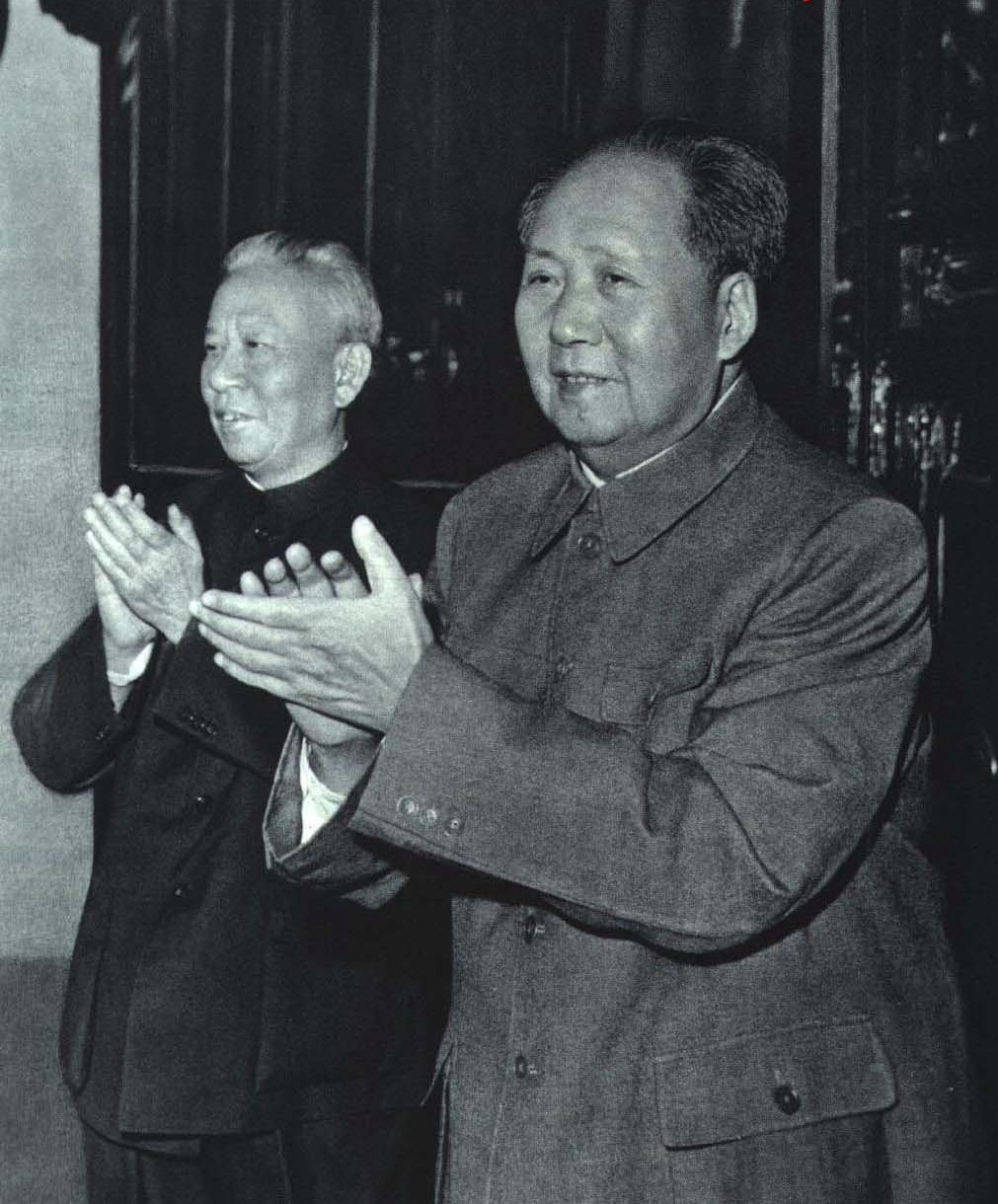
Mao Zedong e Liu Shaoqi (secondo presidente della Cina) nel 1964.

Dopo il fallimento del Grande Balzo in avanti e decine di milioni di morti nella Grande Carestia Cinese, le politiche di Mao Zedong furono criticate e Mao lasciò le responsabilità future a Liu Shaoqi e Deng Xiaoping dopo la "Conferenza dei settemila quadri" nel 1962.
La prima avvisaglia che Mao non aveva intenzione di accettare l'emarginazione dal potere governativo avvenne nel 1962, alla decima sessione plenaria del Comitato centrale. Egli attaccò, in maniera indiretta, i suoi oppositori mettendo in guardia contro eventuali scivolamenti nel revisionismo (citando i casi di Tito e Chruščëv). Mise anche in risalto il fatto che lo sviluppo della lotta di classe non avrebbe dovuto essere subalterno all'economia: per questo motivo, ai miglioramenti dati dal processo di riaggiustamento economico avvenuti dopo la sua estromissione dal potere, venne da lui contrapposta la "lotta di classe" con la creazione del "Mes" (Movimento di Educazione Socialista). L'obiettivo apparente di questa rieducazione era quello di rinvigorire lo spirito e la qualità dei quadri e dei responsabili del partito, mentre l'obiettivo reale era quello di preparare le condizioni per riprendere il potere effettivo.
Il Mes diede avvio a iniziative volte a contrastare i quadri non favorevoli al fondatore Mao inizialmente in maniera velata, attribuendogli la responsabilità di corruzione, sprechi e speculazioni ed errori (di natura economica, politica, ideologica o gestionale). Sempre più spesso, soprattutto a partire dal 1963, squadre del Mes si trattenevano in loco e, sostenendo le rivendicazioni dei contadini poveri, reclutavano nuovi iscritti fra questi ultimi, mobilitandoli in sessioni di lotta e di denuncia contro i dirigenti avversi a Mao. Preoccupazioni per i cambiamenti all'interno del Mes furono messe in risalto anche da Mao nel 1963 nella Prima Decisione in Dieci Punti. Nel 1964, con il Documento in 23 punti gli obiettivi del Mes subirono un grande cambiamento, puntando ora alla denuncia aperta dei responsabili della linea del partito contraria a Mao, accusati di "prendere la via del capitalismo". Il Mes passò presto dalla denuncia di cattiva gestione, corruzione e atteggiamenti oppressivi, a metodi repressivi molto violenti.

### Premesse
I fattori che posero le basi per la Rivoluzione culturale furono:
- il fallimento del grande balzo in avanti, ideato e pianificato da Mao, che portò alla morte per carestia di decine di milioni di cinesi;[22][23][24]
- La conseguente emarginazione dalle posizioni di potere effettivo dello stesso Mao dal governo della Cina, a cui tuttavia rimasero tutti i massimi ruoli simbolici e ideologici, tra cui la carica di presidente del partito comunista cinese;
- la non accettazione di Mao di questa emarginazione e conseguentemente la sua volontà di riprendere il potere;[25]
- il ruolo dominante di Mao Zedong come guida all'interno del Partito, essendo Mao considerato la massima autorità ideologica e morale anche durante la sua temporanea emarginazione;
- la passiva acquiescenza a un'unica linea interpretativa corretta (quella di Mao) in contrapposizione alle altre, ritenute erronee, sia di destra sia di sinistra;[22][23][24]
- la demonizzazione dei politici cinesi ritenuti responsabili del perseguimento delle succitate linee interpretative diverse dal pensiero di Mao;[22][23][24]
- l'intolleranza verso la critica e il dissenso degli intellettuali che provocò la loro denuncia in massa e la loro classificazione come "nona categoria puzzolente", ultima della scala sociale, al tempo della Rivoluzione culturale;[26]
- il ricorso a metodi polizieschi dopo una prima fase caratterizzata dal metodo della denuncia a fini politici. In essa si distinguerà la figura di Kang Sheng tra i maggiori protagonisti del terrore all'interno del PCC.[22]

## Storia della Rivoluzione culturale

### Fase iniziale (1966-69)

Il 18 agosto 1966 (Agosto rosso), Mao Zedong incontrò per la prima volta le Guardie rosse a Tienanmen, innescando una massiccia strage a Pechino.

Le prime manifestazioni del nuovo corso degli eventi si ebbero a livello culturale: un dramma storico del 1965, La destituzione di Hai Rui di Wu Han, divenne il pretesto per la critica per le posizioni diverse dal pensiero di Mao, definite "revisioniste" dai suoi sostenitori: dopo due critiche al testo in questione, si giunse a un primo rapporto che affermava l'esistenza di tendenze borghesi ma si invitava alla prudenza e a trattenere il dibattito in un ambito prettamente accademico.
Successivamente, i gruppi vicini a Mao elaborarono un secondo rapporto che radicalizzò la situazione dal punto di vista ideologico e politico invitando a accentuare la lotta, definita "di classe", che i loro sostenitori dovevano portare avanti contro gli avversari del Presidente del PCC e le loro linee considerate revisioniste. Nel 1966 venne approvata la "Circolare del 16 maggio" (data, da allora in poi, convenzionalmente riconosciuta come inizio della Rivoluzione culturale) in cui si criticava duramente il primo rapporto (quello di febbraio) e si invitava a "smascherare" le "tendenze reazionarie o borghesi" delle autorità che si opponevano al partito e al socialismo (ossia a Mao), descrivendone i responsabili come rappresentanti della borghesia infiltrati nelle istituzioni.
A quel punto, Liu Shaoqi e Deng Xiaoping (al vertice del partito per la momentanea assenza di Mao), decisero di inviare squadre di lavoro politico nei campus universitari, incontrando resistenze da parte di molti studenti. In seguito a misure repressive, diversi insegnanti e studenti vennero criticati come controrivoluzionari. Tornato a Pechino, Mao Zedong ritirò le squadre inviate da Liu Shaoqi e Deng Xiaoping; decise invece di inviare nuove squadre di lavoro nei campus, ma questa volta con il fine di sostenere gli studenti ribelli. I giovani rivoluzionari non esitarono a usare anche forme di violenza fisica e psicologica, costoro furono chiamati "Guardie rosse", si trattava di differenti gruppi autonomi talvolta in lotta fra loro. In caso di resistenza ricorrevano allo scontro fisico, anche armato.

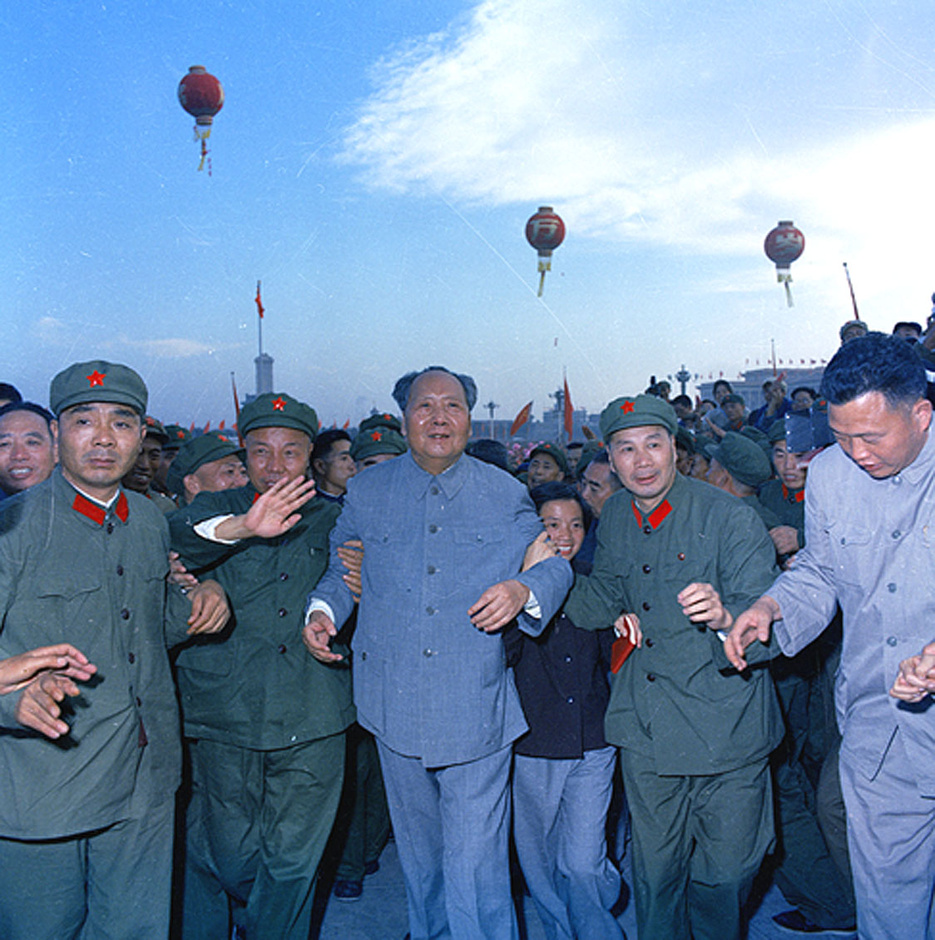
Mao Zedong e le Guardie rosse in piazza Tienanmen (1966)

Il 5 agosto venne approvata la Decisione del Comitato Centrale sulla Grande rivoluzione culturale proletaria, dove Mao lanciò lo slogan destinato a diventare l'emblema della Rivoluzione culturale "Bombardiamo il quartier generale" ("炮打司令部!"S, "pàodǎ sīlìngbù!"P), che invita gli studenti ad attaccare violentemente la fazione avversa del partito, portando a un ricambio significativo nei vertici del partito. La metodologia di Mao è stata successivamente registrata nel cosiddetto "Libretto rosso", che conteneva un'antologia di sue citazioni utilizzate per fare propaganda all'interno dell'Esercito di liberazione popolare. In questo libretto Mao fornì l'ideologia di base per colpire i suoi avversari invitando i suoi sostenitori a colpire le "contraddizioni in seno al popolo e al Partito" affermando che il processo della dialettica hegeliana (tesi-antitesi-sintesi) non doveva cessare con la presa del potere da parte dei comunisti, ma continuare incessantemente per evitare i fenomeni di imborghesimento di cui accusava coloro che lo avevano emarginato. L'ideatore e il curatore della prima edizione fu Lin Biao (林彪) che appoggiò Mao fino a quando scomparve in circostanze misteriose e fu accusato di alto tradimento.
I principali autori di danni e perdite subiti dalla Cina furono le Guardie rosse, che si svilupparono fin dal 1966. Le guardie rosse, sostenitrici di Mao, categorizzavano gli avversari sulla base delle classi, riferendoglisi come le "Cinque categorie nere" (fra le quali essi inserivano gli intellettuali). Ricevettero l'approvazione di Mao e del Gruppo centrale per la Rivoluzione culturale, e si diffusero in migliaia di gruppi.
Le guardie rosse giustificavano il loro comportamento ideologicamente, affermando di voler spazzare via quelli che definivano i quattro vecchi (vecchie idee, vecchia cultura, vecchie abitudini e vecchi comportamenti). I metodi adoperati erano spesso estremamente violenti, accompagnati da motivazioni personali e ritorsioni contro discriminazioni subite in passato. L'inasprirsi delle lotte proseguì fino alla primavera del 1967, quando Mao, nel frattempo ritornato ai pieni poteri, decise di contrastare la situazione di profonda instabilità che egli stesso aveva favorito e di cui ora non aveva più bisogno. In questo compito fu aiutato dall'EPL (Esercito Popolare di Liberazione), che iniziò a riportare l'ordine reprimendo le guardie rosse più radicali e gestendo direttamente le organizzazioni di massa.
Nella primavera del 1968 iniziò la smobilitazione delle guardie rosse che si concluse nell'aprile 1969. Più di quattro milioni di studenti, così come era già avvenuto per molti quadri e responsabili del partito, furono inviati nelle campagne a eseguire lavori forzati (vedi laogai), allora considerati il metodo ideale per quella che veniva definita la loro "rieducazione". Nel 1969 infatti le Unità di Lavoro e tutti i centri dirigenziali burocratici furono affidati a una triplice rappresentanza: del Partito Comunista Cinese, degli attivisti delle "Guardie rosse" e dell'Esercito Popolare di Liberazione, che così si trovava nella posizione di garante della stabilità.

### La fase di Lin Biao (1969-71)

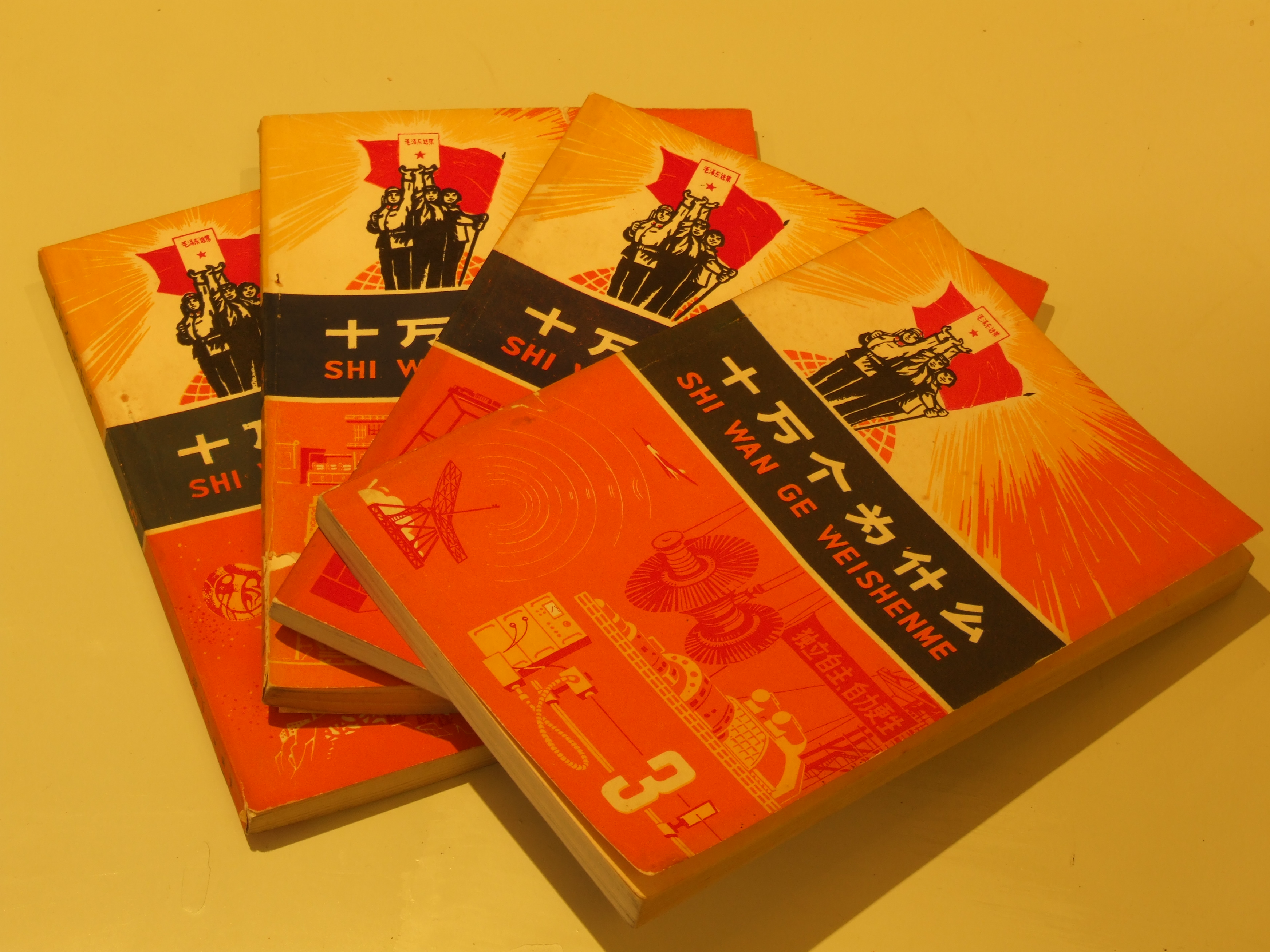
Serie di libri di scienze pubblicati durante la Rivoluzione culturale (anni 1970).

Il maresciallo Lin Biao è stato costituzionalmente confermato come successore di Mao nel 1969. A causa della scissione sino-sovietica e del conflitto a Zhēnbǎo Dǎo, Lin Biao e l'Esercito popolare di liberazione hanno guadagnato importanza e potere durante questa fase. Secondo fonti ufficiali, i sostenitori di Lin avrebbero complottato per usare il potere militare per cacciare Mao con un colpo di stato. Tuttavia, il colpo di stato fallì. Secondo il racconto ufficiale, il 13 settembre 1971 Lin Biao, le sue famiglie e il personale tentarono di fuggire in Unione Sovietica per chiedere asilo. Durante il viaggio, l'aereo di Lin si schiantò in Mongolia, uccidendo tutti a bordo.

### Banda dei Quattro (1972-76)
La Rivoluzione Culturale continuò quando la Banda dei Quattro salì al potere dopo Lin Biao. Il gruppo includeva Jiang Qing, che era la moglie di Mao Zedong. Movimenti politici come "Critichiamo Lin Biao critichiamo Confucio" furono condotti a livello nazionale. Mao Zedong morì nel settembre 1976 e la Banda dei Quattro fu arrestata da Hua Guofeng, Ye Jianying e altri in ottobre, ponendo fine alla Rivoluzione Culturale.

## Conseguenze e impatto

### Crisi umanitaria

#### Bilancio delle vittime

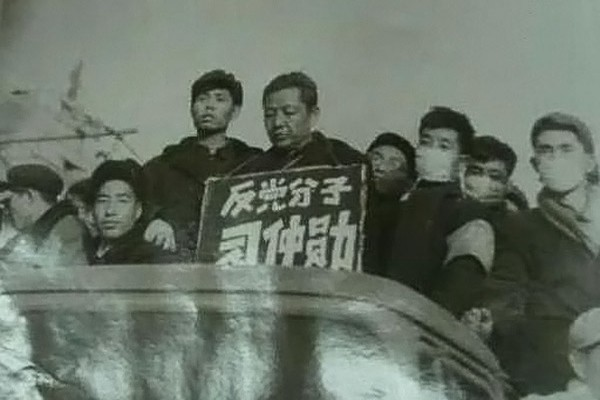
Una sessione di lotta di Xi Zhongxun, il padre di Xi Jinping (settembre 1967). Xi Zhongxun è stato etichettato come un "elemento antipartito". Tuttavia, dalla fine del 2012, Xi Jinping e i suoi alleati hanno tentato di minimizzare il disastro della Rivoluzione Culturale e hanno invertito molte riforme dal periodo "Boluan Fanzheng", suscitando preoccupazioni per una nuova Rivoluzione Culturale.

Ancora non è definito con precisione il numero di morti dovuti alla Rivoluzione culturale, e le stime degli storici oscillano tra 400 000 e 20 milioni di vittime. La cifra esatta di coloro che sono stati perseguitati o uccisi durante la Rivoluzione Culturale, tuttavia, potrebbe non essere mai calcolata, poiché molti decessi non sono stati denunciati o sono stati scientemente insabbiati dalle autorità locali. Nel 1975, il crollo della diga di Banqiao (e di decine di altre dighe), uno dei più grandi disastri tecnologici della storia, uccise fino a 240 000 persone.
- Secondo Ye Jianying, vicepresidente del Partito Comunista Cinese, "20 milioni di persone sono morte, 100 milioni di persone sono state perseguitate e 80 miliardi di RMB sono stati sprecati nella Rivoluzione Culturale" (ha affermato durante una conferenza di lavoro del Comitato Centrale del Partito Comunista Cinese il 13 dicembre 1978).[5][39][40]
- Secondo Rudolph J. Rummel (Università delle Hawaii): 7 731 000 persone sono morte durante la Rivoluzione Culturale, o 96 persone ogni 10 000 della popolazione.[41]
- Secondo Jung Chang e Jon Halliday: almeno 3 milioni di persone sono morte nelle violenze della Rivoluzione Culturale.[7][42]
- Secondo Chen Yung-fa (Università nazionale di Taiwan): durante la Rivoluzione culturale sono morte almeno 1,72 milioni di persone.[43][44]
- Secondo Andrew G. Walder (Università di Stanford) e Yang Su (Università della California, Irvine): nella sola Cina rurale sono state perseguitate circa 36 milioni di persone; 0,75-1,5 milioni sono morti e circa lo stesso numero di persone è rimasto paralizzato per tutta la vita.[45]
- Secondo Daniel Chirot (Università del Washington): almeno 1 milione di persone sono morte, ma alcune stime arrivano fino a 20 milioni.[46]
- Secondo Maurice Meisner (Università del Wisconsin-Madison): una stima di circa 400 000 morti è una cifra minima ampiamente accettata.[47][48]

#### Massacri e cannibalismo

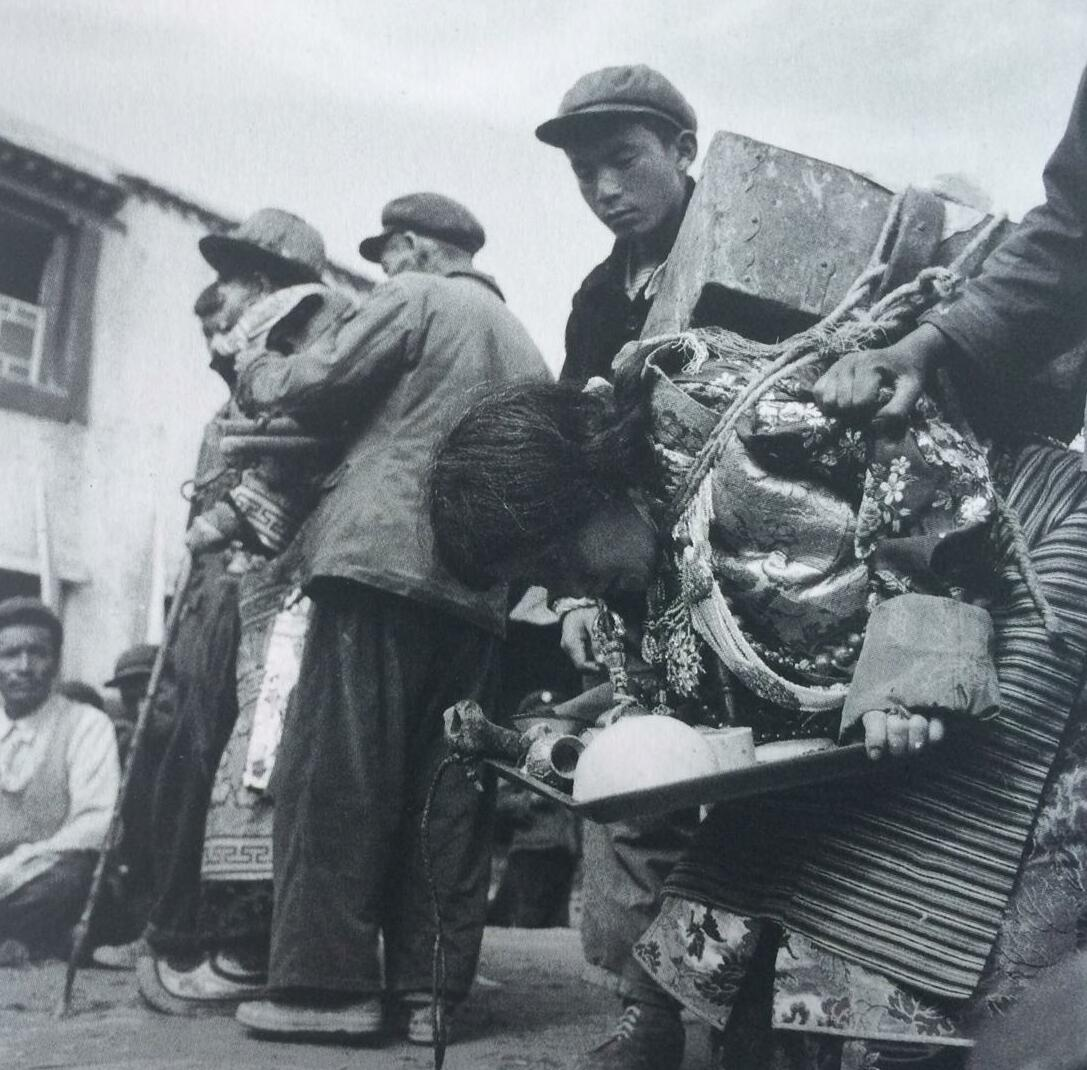
Sessione di lotta di Sampho Tsewang Rigzin (vicepresidente del Tibet e maggiore generale dell'Esercito Popolare di Liberazione) e sua moglie durante la Rivoluzione culturale. Rigzin morì nel 1973.

Durante la Rivoluzione Culturale, si sono verificati massacri in tutta la Cina continentale. Questi massacri furono principalmente guidati e organizzati da comitati rivoluzionari locali, rami del Partito Comunista, milizia e persino militari. La maggior parte delle vittime dei massacri erano membri delle Cinque Categorie Nere così come i loro parenti, o membri dei "gruppi ribelli (造反派)". Studiosi cinesi hanno stimato che almeno 300 000 persone morirono in questi massacri. I principali includono:
- il massacro del Guangxi, in cui si è verificato il cannibalismo umano su larga scala;[9][10]
- l'incidente della Mongolia Interna;
- il massacro del Guangdong;
- Il caso spionistico di Zhao Jianmin (Yunnan);
- il massacro della Contea di Dao (Hunan);
- l'agosto rosso (massacro di Pechino);[11]
- l'incidente di Shadian (Yunnan).

#### Lotte violente e sessioni di lotta

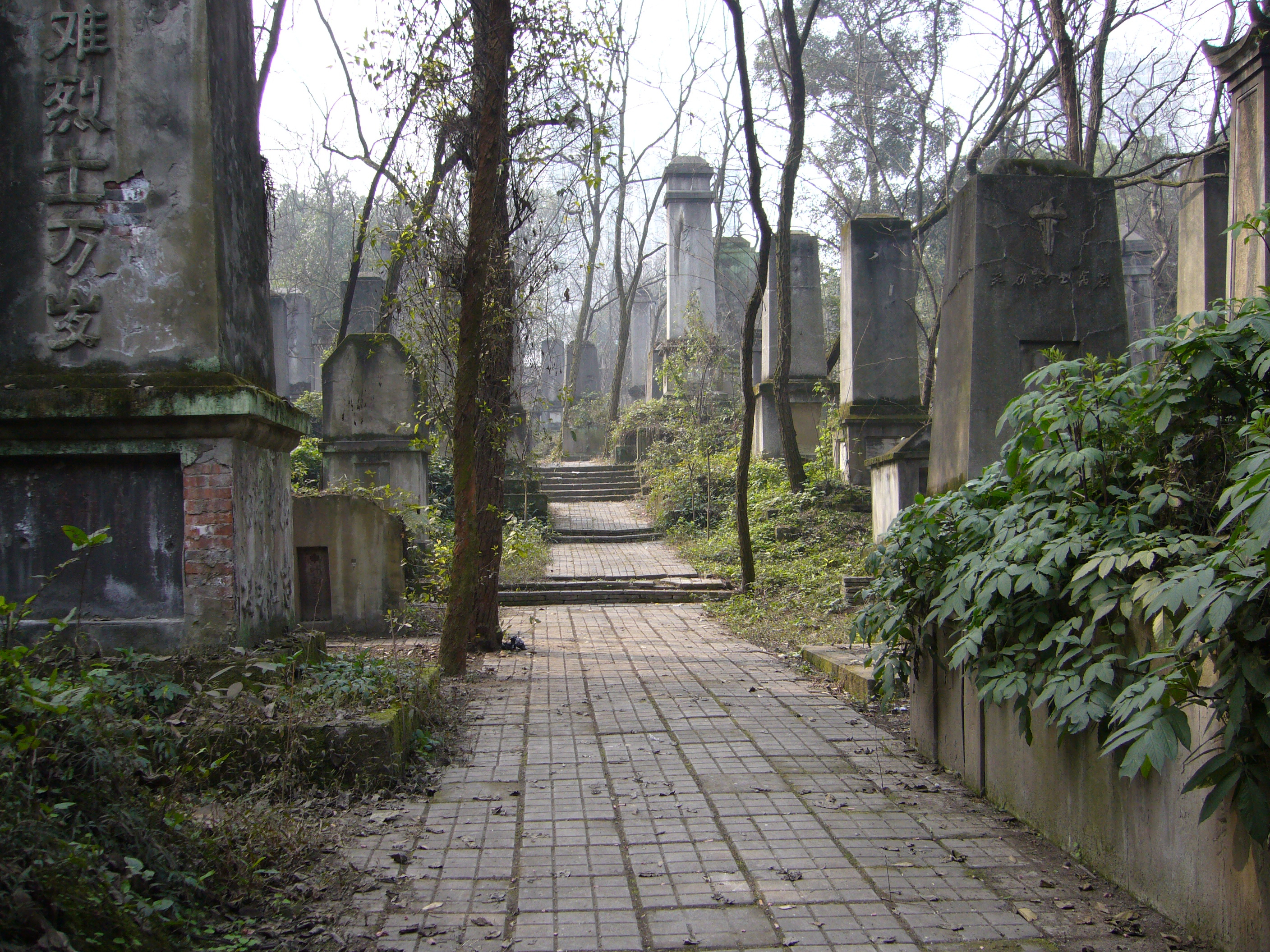
Il Cimitero della Rivoluzione Culturale a Chongqing, Cina. Almeno 1.700 persone sono state uccise durante il violento scontro di fazioni, da 400 a 500 sepolte in questo cimitero.

Le lotte violente, o Wudou (武斗), erano conflitti tra fazioni (soprattutto tra Guardie Rosse e "gruppi ribelli") che iniziarono a Shanghai e si diffusero poi in altre aree della Cina nel 1967. Portarono il paese allo stato di guerra civile. Le armi utilizzate nei conflitti armati includevano circa 18,77 milioni di pistole (alcuni sostengono 1,877 milioni), 2,72 milioni di granate, 14 828 cannoni, milioni di altre munizioni e persino autoblindo e carri armati. Fra le lotte violente si ricordano le battaglie a Chongqing, nel Sichuan e a Xuzhou. I ricercatori hanno sottolineato che il bilancio delle vittime a livello nazionale varia da 300 000 a 500 000.

### Epurazione politica
Numerose furono anche le epurazioni, che provocarono un avvicendamento politico fra il 50% e il 70% dei funzionari, a seconda dei diversi contesti. In ogni città e provincia, qualsiasi Unità di lavoro fu investita dalla critica radicale contro gli esponenti di spicco del PCC. Questi erano costretti con la violenza all'autocritica e alle dimissioni, seguite da mesi o anni di duri lavori in campagna presso i villaggi contadini più remoti.
Nel 1969, Liu Shaoqi, il secondo presidente della Cina, fu perseguitato fino alla morte. Altri leader di alto livello uccisi in quel frangente furono Peng Dehuai, He Long e Tao Zhu (陶铸). Anche Deng Xiaoping fu epurato due volte durante la Rivoluzione Culturale. L'epurazione degli avversari di Mao coinvolse anche l'ex Ministro delle Finanze Bo Yibo, che fu condannato a dieci anni di carcere.

### Accademici e istruzione
Durante la Rivoluzione culturale la scuola non esisteva più. I professori furono umiliati, picchiati e derisi dagli studenti. La scuola sostanzialmente si fermò per anni, e gli studenti divennero rivoluzionari di professione. L'esame di ammissione all'università (o Gaokao) fu annullato per circa dieci anni, fino a quando Deng Xiaoping non lo ripristinò nel 1977, compiendo il primo passo del programma "Boluan Fanzheng".

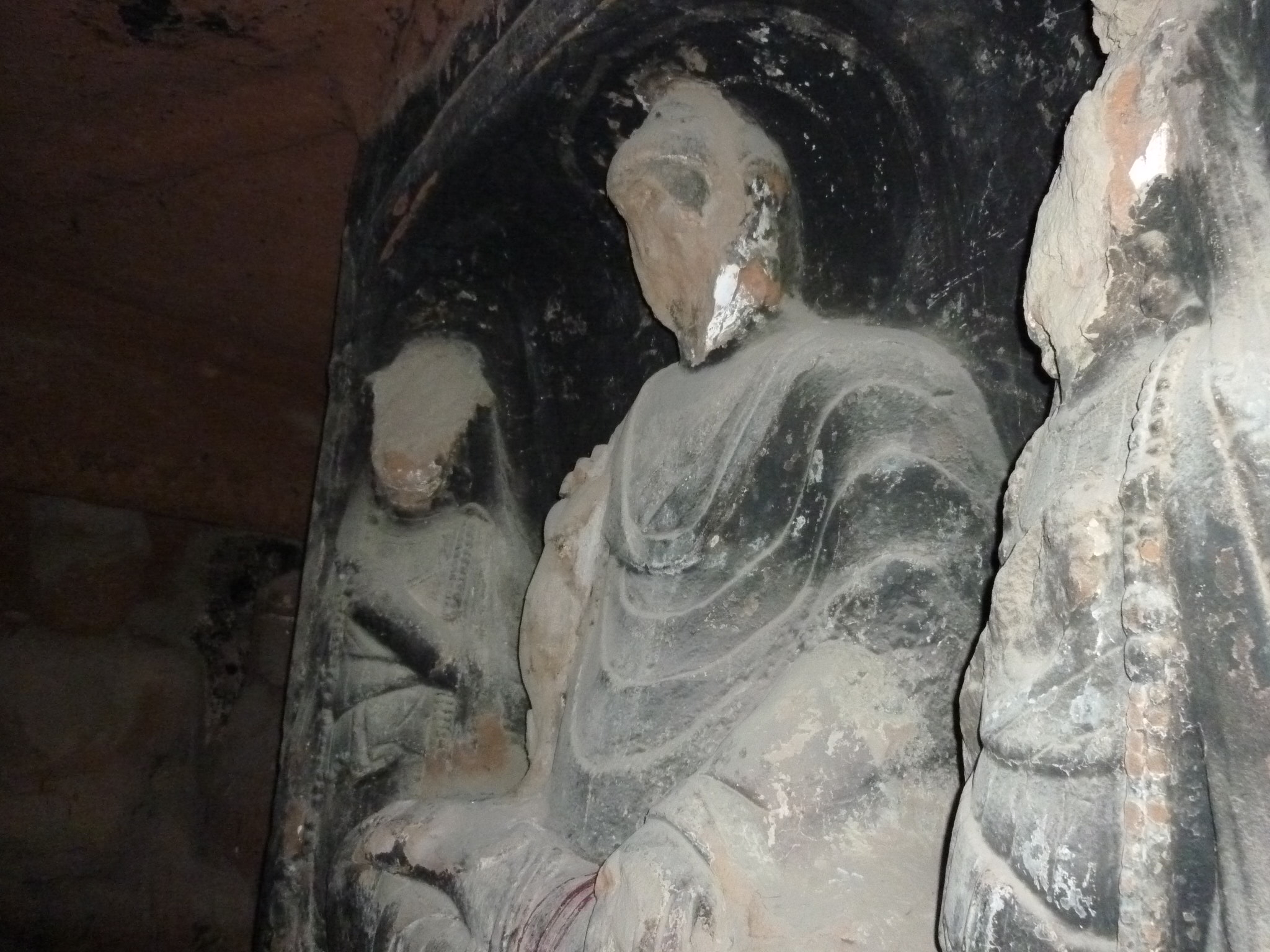
Le statue di Buddha i cui volti furono distrutti durante la Rivoluzione Culturale.

### Cultura e religione
Oltre alle ingenti perdite umane, gravi danni furono arrecati al mondo della cultura, con la persecuzione di insegnanti, scrittori, artisti, intellettuali.
Molto intense furono anche le persecuzioni religiose: i riti tradizionali vennero infatti vietati, e chi insisteva nel praticarli fu punito con l'esilio, la carcerazione o la morte. I luoghi di culto vennero chiusi: una loro parziale riapertura venne consentita nuovamente solo a partire dalla fine degli anni settanta.

### La Rivoluzione culturale e il mondo
Negli stessi anni della Grande rivoluzione culturale cinese in molti altri paesi si verificarono parallele manifestazioni giovanili ('68, maggio francese) finalizzate al rinnovamento delle classi politica e intellettuale e alla rifondazione di quelle strutture sociali che non riflettevano più il corso dei tempi; alcuni dei movimenti giovanili in occidente presero ispirazione anche dalla lettura del cosiddetto libretto rosso di Mao.
Durante la Rivoluzione Culturale, il Partito Comunista Cinese e lo stesso Mao Zedong offrirono un aiuto significativo a Pol Pot e agli Khmer Rossi in Cambogia. Influenzati dal "Grande balzo in avanti" cinese e dalla Rivoluzione culturale, gli Khmer Rossi diedero inizio al "genocidio cambogiano" (1975-1979), con cui introdussero in Cambogia il comunismo in un breve periodo di tempo. Milioni di persone furono uccise in pochi anni.

## Dopo la rivoluzione culturale

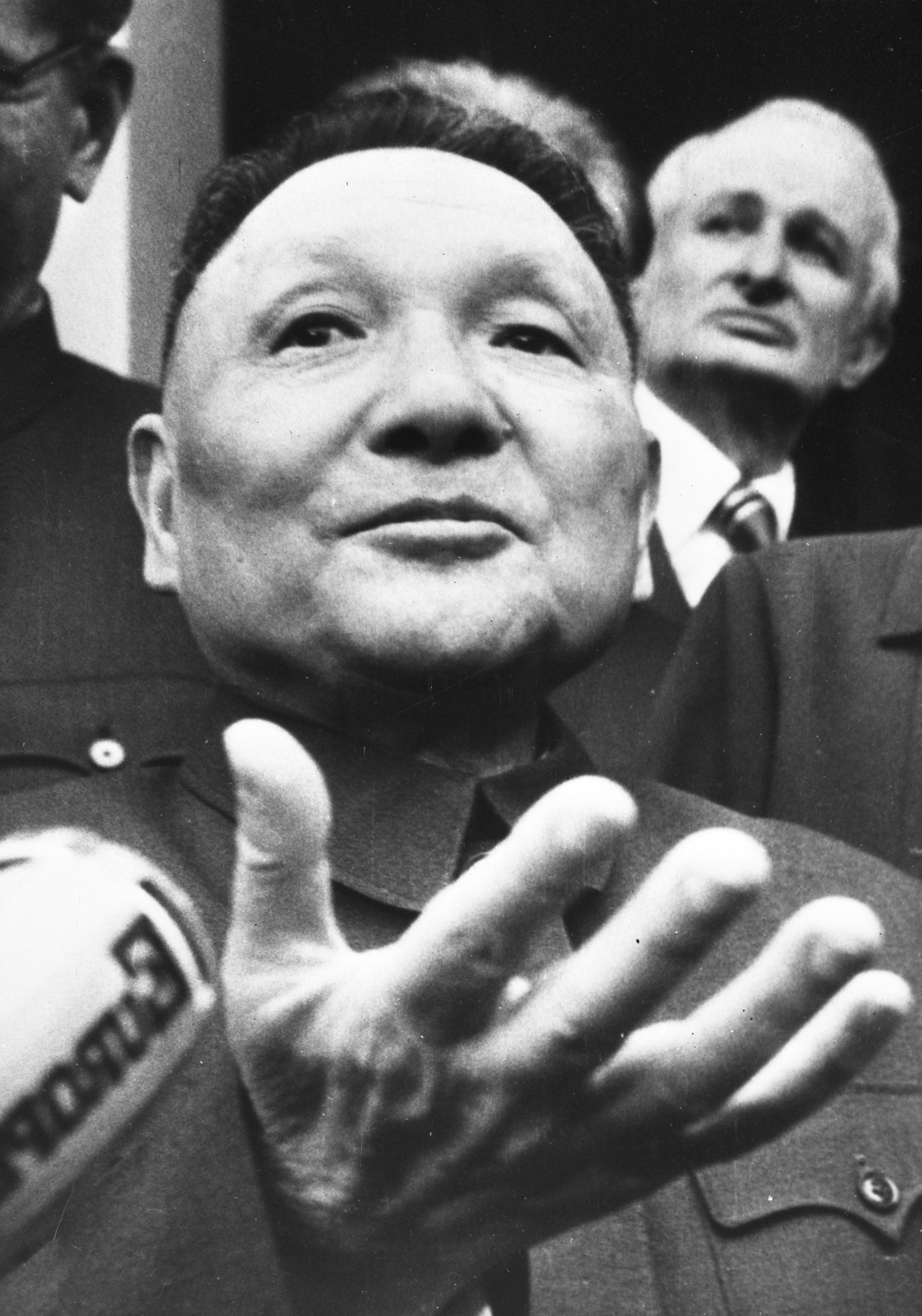
Deng Xiaoping

Nel 1976 la morte di Mao e l'arresto di "Banda dei Quattro" chiuse definitivamente il periodo della Rivoluzione culturale. Nel 1977, Deng Xiaoping propose il programma "Boluan Fanzheng" per correggere gli errori della Rivoluzione. Nel 1978, Deng diventò il nuovo leader supremo della Cina e, con i suoi alleati, lanciò la "Riforma e apertura", che aprì una nuova era della Cina.
Tutte le responsabilità degli eccessi di quegli anni furono però addossate alla Banda dei quattro, perché il Partito comunista ritenne di salvare la figura di Mao per evitare problemi e divisioni che avrebbero compromesso la stabilità interna. La posizione ufficiale del PCC rimane quella esposta da Deng Xiaoping durante un'intervista a Oriana Fallaci:
Con questa posizione di mediazione il PCC mantenne il controllo delle istituzioni della Repubblica Popolare Cinese. Nel 1981 il Partito Comunista Cinese dichiarò ufficialmente, in una risoluzione formale (关于建国以来党的若干历史问题的决议), che la Rivoluzione Culturale era "responsabile della più grave battuta d'arresto e delle più pesanti perdite subite dal Partito, dal Paese e dal popolo dalla fondazione della Repubblica Popolare Cinese".